# Paramecium
Los paramecios (género Paramecium) son protoctistas ciliados con forma ovalada, habituales en aguas dulces estancadas con abundante materia orgánica, como charcos y estanques. Son probablemente los seres unicelulares mejor conocidos y los protozoos ciliados más estudiados por la ciencia. El tamaño ordinario de las especies de paramecios está comprendido entre 0,05 y 0,33 milímetros.

Su superficie está recubierta por cilios muy abundantes, que son heterogéneos tanto en su distribución como en su estructura molecular. A los cilios les corresponde proporcionar información táctil y movimiento al organismo.

El sistema digestivo es simple, con un citostoma externo a largo de la mitad anterior del paramecio, de la que se sirve para capturar el alimento. 

Otros orgánulos son el "macronúcleo" eucariota, junto a un "micronúcleo" en el centro del paramecio, y las vacuolas digestivas, que digieren constantemente el alimento capturado. Los desechos se expulsan por exocitosis, mediante vacuolas de secreción que se originan a partir de las digestivas.

Como muchos otros microorganismos, los paramecios se reproducen asexualmente por fisión binaria o mitosis y (sexualmente) por conjugación.

## Morfología

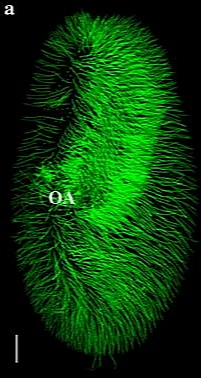
Cilios de Paramecium tetraurelia 3D. OA: orificio alimentario. Microscopía confocal.

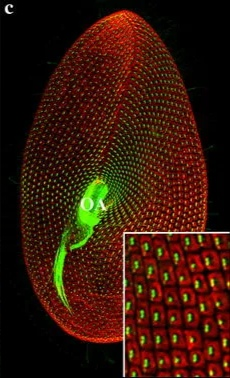
Cuerpos basales en la corteza como motas dobles en verde.

El paramecio es un protozoo de forma ovalada que puede tener una longitud de 50-300 µm en función de la especie.

Los integrantes del género Paramecium muestran un eje anteroposterior permanente y una asimetría izquierda-derecha. Esta polaridad unicelular se refleja en la distribución de estructuras como los cuerpos basales, los cuales se disponen en la cortical en función de aquella.

### Estructuras ciliares
Toda la superficie de la célula de los Paramecium está recubierta por cilios simples. La mayoría de  estos cilios sensoriales son móviles y están involucrados en dos funciones principales: la alimentación y la locomoción. Los cilios son  heterogéneos, tanto en su longitud como en sus propiedades moleculares. 
Son de pequeña longitud a excepción del surco oral (citostoma) característico, que está recubierto por cilios de mayor longitud y de los cilios de la parte trasera que son más largos que el resto.

### Estructuras nucleares
Los integrantes de Paramecium son eucariotas que presentan dimorfismo nuclear caracterizado por la separación de la línea germinal y de la línea somática. Muestran dos tipos de núcleos, un núcleo pequeño llamado "micronúcleo" y otro núcleo grande o "macronúcleo", que suelen ubicarse cerca del centro del organismo.

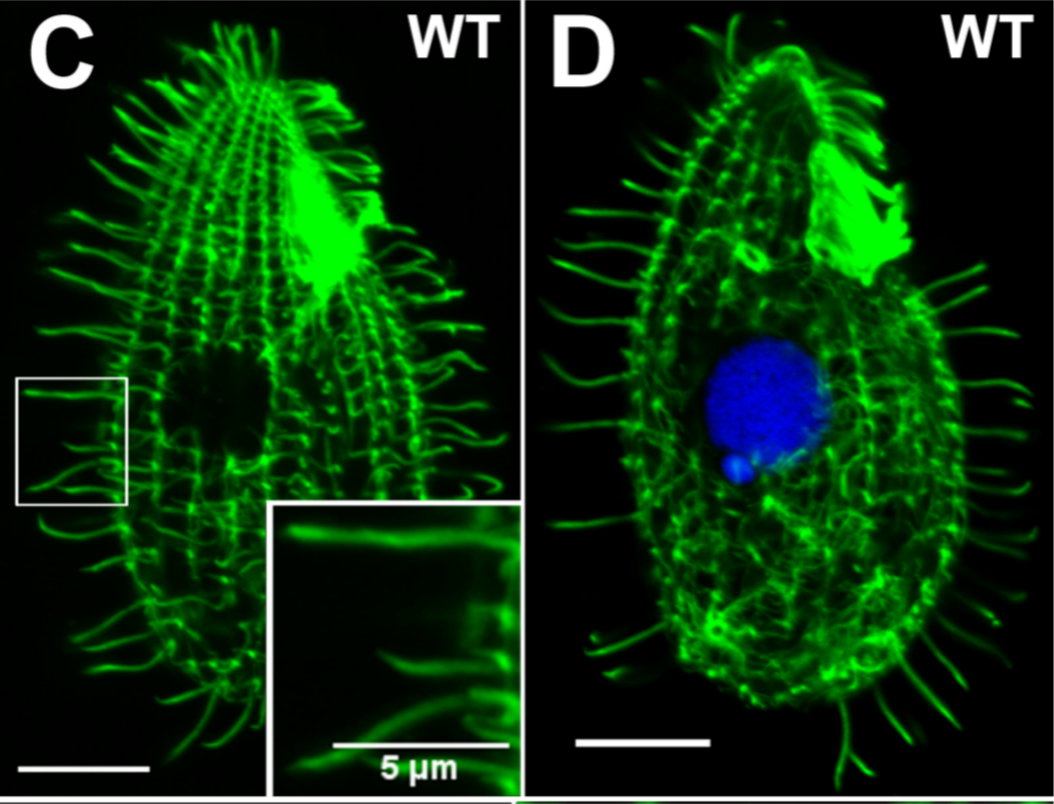
Núcleos MIC y MAC de Tetrahymena. En C sin teñir. En D teñidos en azul. Microscopía confocal.

#### Micronúcleo
Según las especies de paramecios se pueden encontrar uno, 2 o 4 micronúcleos. El micronúcleo (MIC) contiene la línea germinal del organismo.

#### Macronúcleo
El macronúcleo (MAC) es único y almacena la información somática. Estos núcleos se diferencian desde el núcleo cigótico después de la fertilización.

Esquema

En la anatomía externa de los paramecios se destaca el citostoma, una invaginación situada a lo largo del extremo anterior del paramecio, de la que este se sirve para capturar el alimento, conformado por partículas orgánicas flotantes y microorganismos menores. El citostoma conduce a una citofaringe antes de que el alimento pase al interior de este protozoo. 
Durante las observaciones es relativamente fácil observar la formación de las vacuolas digestivas al final de la citofaringe, su movimiento a través del citoplasma, la disminución de su tamaño al ir digiriendo su contenido, y la excreción de las partículas no digeridas por el poro anal que se sitúa cerca del extremo trasero.
En algunas especies como Paramecium trichium se observan dos vacuolas contráctiles simples, pero habitualmente se observan vacuolas con canales radiales que les dan un aspecto de estrella muy característico.
Cabe destacar el caso de Paramecium bursaria que vive en simbiosis con algas verdes unicelulares (zooclorelas) que se encuentran libres en su citoplasma y algunas incluso se hallan fijadas en la membrana plasmática, lo que les aporta su característico color verde.
La membrana externa absorbe y expulsa regularmente el agua del exterior con el fin de controlar la osmorregulación, proceso dirigido por dos vacuolas contráctiles.

## Alimentación
Se alimenta de bacterias, algas y levaduras, ocasionalmente se puede producir la ingesta de protozoos de pequeño tamaño. Para ello se intensifica el movimiento de los cilios situados cerca y dentro del citostoma (boca) creándose de esta manera una corriente de agua y partículas hacia su interior. Las partículas de alimento se van acumulando en la citofaringe y cuando hay suficiente cantidad se genera una vacuola digestiva. Las vacuolas digestivas formadas recorren un circuito específico a través del citoplasma (de la parte posterior a la anterior de la célula) durante el cual son atacadas por enzimas para su digestión; el alimento digerido es absorbido por el citoplasma (se va reduciendo el tamaño de cada una de las vacuolas) y el alimento que llega al final del circuito sin digerir es eliminado a través de un poro anal. 
Para facilitar la captura de sus presas cuando el paramecio detecta la presencia de alimento puede disparar tricocistos (orgánulos de forma baciliforme que se sitúan en filas y que se disparan en forma de filamentos terminados en una punta en forma de flecha), este comportamiento también se utiliza como sistema de defensa. 
Para compensar el aumento de presión que se produce en la célula como consecuencia de todo este proceso de alimentación, cada célula dispone de dos vacuolas contráctiles que eliminan el exceso de agua continuamente.

## Hábitat
Se trata de un protozoo muy común que se encuentra en estanques de agua dulce, acequias, arroyos, ríos, lagos, riachuelos  y embalses. En general, su presencia es abundante en aguas estancadas que contienen materia orgánica en descomposición y que, por tanto, son ricas en sustancias nutritivas, como hidratos de carbono y grasa.

## Reproducción
Paramecium puede reproducirse de dos maneras distintas. Se puede producir un proceso asexual por división simple (fisión binaria) o se puede producir un proceso de conjugación sexual que tiene lugar en varias fases y que consiste, básicamente, en la unión de dos individuos para el intercambio de su material genético en una secuencia compleja de división, intercambio y fusión de los núcleos. En ambos casos se produce una división transversal del individuo dando lugar a dos células hijas.

## Especies
En la actualidad se reconocen 12 especies dentro del género Paramecium, aunque existen varias nombradas pero que se consideran dudosas. Las seguras son las siguientes:
- P. aurelia Ehrenberg, 1838
- P. bursaria Ehrenberg & Focker, 1836
- P. calkinsi Woodruff, 1921
- P. caudatum Ehrenberg, 1838
- P. duboscqui Chatton & Brachon, 1933
- P. jenningsi Diller & Earl, 1958
- P. multimicronucleatum Powers & Mitchell, 1910
- P. nephridiatum von Gelei, 1925
- P. polycaryum Woodruff, 1923
- P. putrinum Claparede & Lachmann, 1858
- P. tetraurelia Schein, Colombini, & Finkelstein, (1976)
- P. trichium Stokes, 1885
- P. woodruffi Wenrich, 1928